# Грб Мјанмара
Грб Мјанмара је званични хералдички симбол државе Република Савез Мјанмара. Грб има облик амблема и усвојен је 2008. године. Има доста сличности са бившим грбом који је био у употреби од 1974. године.
У грбу се налазе митски лавови, окренути један од другог. У центру грба стоји силуета мапе Мјанмара, окружене венцем. Грб је у целости окружен традиционалним цветним узорком, а на његовом врху налази се златна петокрака звезда.

## Историјски грбови
Први хералдички симбол Бурме усвојен је за време колонијализма, а то је био зелени паун. Овај симбол кориштен је за време британске колонијалње управе и јапанске окупације Бурме до 1945. године.
На првом грбу усвојеном након стицања независности тадашње Бурме 1948. године, била су присутна три митска лава (трећи се налазио на месту где данас стоји звезда). На траци је било исписано име државе, Унија Бурме.
Након доласка на власт генерала Не Вина и усвајања тзв. Бурманског пута у социјализам 1974. године, на грб су додани неки социјалистички симболи, попут зупчаника, звезде на врху и две маслинове гранчице. На траци је било исписано ново званично име државе, Социјалистичка Република Бурманске Уније. По доласку војске на власт 1988, из назива државе избачен је префикс Социјалистичка Република.

## Галерија
- Зелени паун, симбол Бурме до 1945.
- Грб Бурманске Уније 1948-1974.
- Социјалистички грб Бурме 1974-1989.
- 1989-2010